# Bitwa pod Sagrajas
Bitwa pod Zallaqą (zwana też bitwą pod Zallaca lub Sagrajas) – starcie zbrojne, które miało miejsce w dniu 23 października 1086 r. w trakcie rekonkwisty pomiędzy siłami Almorawidów pod wodzą Jusufa ibn Taszfina i wojskiem króla Kastylii Alfonsa VI. Bitwa zakończyła się zwycięstwem muzułmanów.
W pierwszej połowie XI po upadku Kalifatu Córdoby w Al-Andalus wzrosły Królestwa Kastylii, które starało się podporządkować sobie muzułmańskie enklawy w regionie. W roku 1086 Maurowie poprosili o pomoc w walce z Alfonsem VI Berberów z północnej Afryki. Władca Kastylii w poprzednich latach osiągnął znaczne sukcesy terytorialne, zajmując liczne ziemie muzułmańskie. Bezpośrednią przyczyną wysłania prośby do Berberów stało się zajęcie przez Alfonsa w roku 1085 miasta Toledo, rządzonego dotychczas przez dynastię Dhun-Nunidów. Na apel muzułmanów odpowiedział Jusuf ibn Taszfin, który na czele swojej armii opuścił Maroko i udał się do Andaluzji. Kierując się na północ, Almorawidzi podjęli marsz w rejony zajęte przez Kastylijczyków. Po drodze armię Jusufa wzmocniły kontyngenty Maurów zamieszkujące Andaluzję.
Na wieść o nadciągającym przeciwniku Alfons VI zdecydował stanąć do walki w otwartym polu. Do spotkania obu armii doszło w październiku 1086 r. Armia muzułmańska przeważała liczebnie nad siłami chrześcijan. Przed bitwą obaj władcy wysłali do wrogich obozów posłańców: Jusuf dawał Alfonsowi trzy możliwości: przejście na Islam, zapłatę trybutu (Dżizja) lub walkę.
Bitwę rozpoczął o wschodzie słońca atak chrześcijan. Po kilku godzinach walk Kastylijczykom nadal nie udało się przedrzeć przez szeregi muzułmanów. Wówczas to kontyngent Jusufa rozpoczął manewr oskrzydlający, który wywołał panikę w szeregach wojsk Alfonsa. Widząc to Jusuf posłał do walki kolejne grupy wojsk, które przeważyły szalę zwycięstwa na swoją korzyść. Straty wojsk chrześcijańskich były znaczne, wielu rycerzy zabito podczas ucieczki, wielu stracono po bitwie. Zaledwie 100 z nich udało się powrócić do Kastylii. Alfons VI odniósł ranę stopy, pod osłoną nocy udało mu się jednak uciec.
Liczebność sił przeciwników przedstawiana jest różnorodnie: według źródeł arabskich od 500, 12 tys., a nawet 20 tys. muzułmanów po 40 tys., 60 tys. jazdy i 200 tys. piechoty chrześcijańskiej. Te same źródła straty kastylijskie szacują na 10 tys., 54 tys. do 300 tys. ludzi. Amerykański historyk Bernard F. Reilly liczebność sił kastylijskich szacuje na 2500 ludzi (750 ciężkozbrojnej jazdy, 750 lekkozbrojnej jazdy oraz 1 tys. piechoty). Współcześnie szacuje się, że w bitwie po obu stronach do walki stanęło od 3 tys. do 5 tys. ludzi.
Po bitwie Jusuf powrócił do Marrakeszu, gdzie zajął się sprawami dynastycznymi. Porażka osłabiła Królestwo Kastylii, wstrzymując na dłuższy czas jej ekspansję terytorialną. Umożliwiła również Almorawidom zajęcie nowych terenów na Półwyspie Iberyjskim w kolejnych latach. Pole walki muzułmanie nazwali الزلاقة / az-Zallāqa, co oznacza „śliski grunt”. Nazwa wzięła się od tego, że walczący z trudem utrzymywali równowagę na pokrytej ogromną ilością krwi ziemi. Z czaszek zabitych Kastylijczyków Almorawidzi mieli zbudować wieżę, porównywalną do tych z późniejszego okresu (na wyspie Dżerba, w Akbarze w Indiach czy Cele Kula w Niszu).